# Jenny Bindon
Jenny Lynn Bindon (nacida Bourn el 25 de febrero de 1973) es una entrenadora de fútbol y ex portera que representó a Nueva Zelanda a nivel internacional. Jugó 77 partidos internacionales completos entre 2004 y 2010. Recientemente se desempeñó como entrenadora en jefe del equipo de fútbol femenino de la Universidad Loyola Marymount (LMU).

## Trayectoria
Jenny y su hermana gemela, Sarah, iniciaron en el equipo de su escuela preparatoria en los deportes de baloncesto, voleibol, softbol, tenis y campo traviesa. El fútbol femenino no se ofrecía en ese momento.

### Carrera en la NCAA
Bindon jugó baloncesto (1991–93), tenis (1991–92) y fútbol (1992) para los Edwardsville Cougars de la Universidad del Sur de Illinois. Dejó el SIUE para alistarse en la Guardia Costera de los Estados Unidos. Después de la Guardia Costera, Bindon regresó al campo en 1998 en la Universidad de Lewis en Romeoville, Illinois, donde jugó fútbol y baloncesto.

### Carrera Internacional
Bindon hizo su debut completo con Football Ferns en una derrota por 0-2 ante Australia el 18 de febrero de 2004, y representó a Nueva Zelanda en la final de la Copa Mundial Femenina de la FIFA 2007 en China, donde perdieron ante Brasil (0-5), Dinamarca (0–2) y China (0–2).
También fue incluida en el equipo de Nueva Zelanda para los Juegos Olímpicos de Verano de 2008, donde empataron con Japón (2-2) antes de perder ante Noruega (0-1) y Brasil (0-4).
El 7 de marzo de 2011, Bindon ganó su partido internacional número 50 en la derrota por 5-2 ante Francia en la Copa de Chipre, convirtiéndose en la primera portera de Nueva Zelanda en alcanzar el hito.
En los Juegos Olímpicos de Londres 2012, Bindon jugó los 360 minutos en 4 partidos jugados por Nueva Zelanda. Concedió 5 goles, 2 a EE. UU., que los envió a casa con una derrota por 0-2 en cuartos de final. Otros goles concedidos en la fase de grupos, a Gran Bretaña (0-1), Brasil (0-1) y Camerún (3-1); Su desempeño como portera fue fundamental para que Nueva Zelanda avanzara a la segunda etapa, ya que avanzaron por una mejor diferencia de goles que Corea del Norte.
A los 39 años, era la competidora de mayor edad en el torneo olímpico de fútbol femenino de 2012. Después de su último partido en los Juegos Olímpicos de 2012, no descartó competir por la Copa Mundial Femenina de la FIFA en Canadá 2015, citando: "Me han hecho esa pregunta muchas veces debido a mi edad. Pero no hay razón para que me detenga como mientras esta sonrisa permanezca en mi rostro y mi cuerpo siga resistiendo".
Bindon anunció su retiro del fútbol internacional en febrero de 2014.

### Carrera como entrenadora
Después de retirarse, Bindon pasó a ser entrenadora, lo que ya había hecho cuando era jugadora. Bindon se desempeñó como entrenador asistente y entrenador de porteros para el equipo femenino sub-17 de Nueva Zelanda, y entrenador de porteros para los equipos femeninos sub-20 y senior de Nueva Zelanda,y fue entrenador en jefe conjunto de la tercera división Takapuna AFC durante el 2016 Temporada NRFL,la segunda mujer entrenadora en ese club en hacerlo.
En febrero de 2017, Bindon fue nombrada asistente y entrenadora de porteros por el equipo de fútbol femenino de la Universidad de California en Los Ángeles.Entrenó en dos Copas Universitarias en 2017 (Subcampeona) y 2019 (Final Four).
El 16 de diciembre de 2019, Bindon fue nombrada entrenadora en jefe del equipo de fútbol femenino de la Universidad Loyola Marymount (LMU). Ella es la sexta entrenadora en jefe en la historia del programa. Después de publicar un récord de 1-26-1 en dos temporadas, incluida una campaña de 0-19 sin victorias en su segundo año, Bindon fue despedida el 8 de noviembre de 2021.